# Archiac
Archiac je francouzská obec v departementu Charente-Maritime v regionu Poitou-Charentes. V roce 2009 zde žilo 812 obyvatel. Je centrem kantonu Archiac.